# توماس ساي
توماس ساي (بالإنجليزية: Thomas Say)‏ (و. 1787 – 1834 م) هو عالم نبات، وعالم حشرات، وعالم حيواني، عالم رخويات من الولايات المتحدة الأمريكية . ولد في فيلادلفيا (بنسيلفانيا) .
توفي في نيو هارموني، عن عمر يناهز 47 عاماً.

## روابط خارجية
- توماس ساي على موقع الموسوعة البريطانية (الإنجليزية)